# Cárcel El Manzano
El Manzano es una prisión ubicada en la ciudad de  Concepción, Chile. Tras el Terremoto de Chile de 2010, un motín dio lugar a un fallido intento de escape por parte de los presidiarios. Varias partes de la prisión fueron incendiadas, y el motín solo pudo ser controlado una vez que los gendarmes dispararon al aire y recibieron ayuda de efectivos militares.
El 3 de marzo de 2005, se reportó que gendarmes encontraron un túnel de 7 metros de largo construido por convictos.